# Кешпойнт Арена
„Кешпойнт Арена“ e мултифунционален стадион в Алтах, Австрия. Тима на Алтах играе домакинските си срещи на него. Стадионът е построен през 1990 и има капацитет от 8 500 места.